# Eois binaria
Eois binaria là một loài bướm đêm trong họ Geometridae.